# New York City Marathon

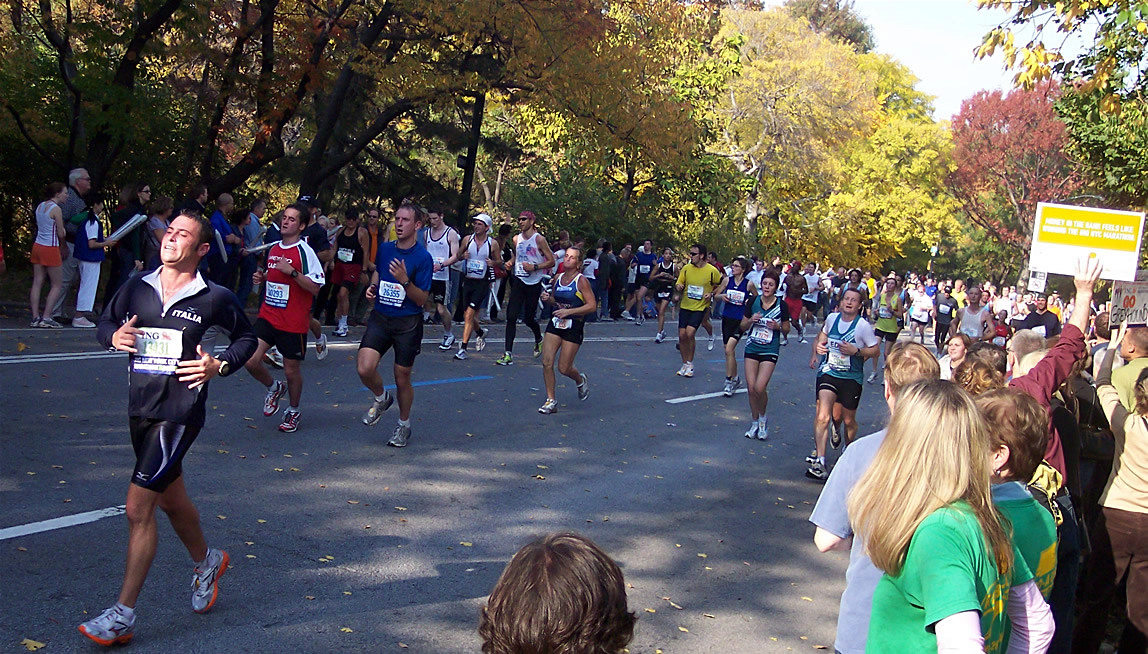
Deelnemers arriveren in Central Park tijdens de New York City Marathon

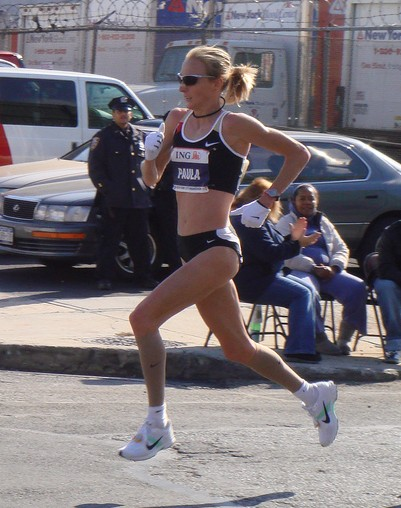
Paula Radcliffe op weg naar haar overwinning in 2007

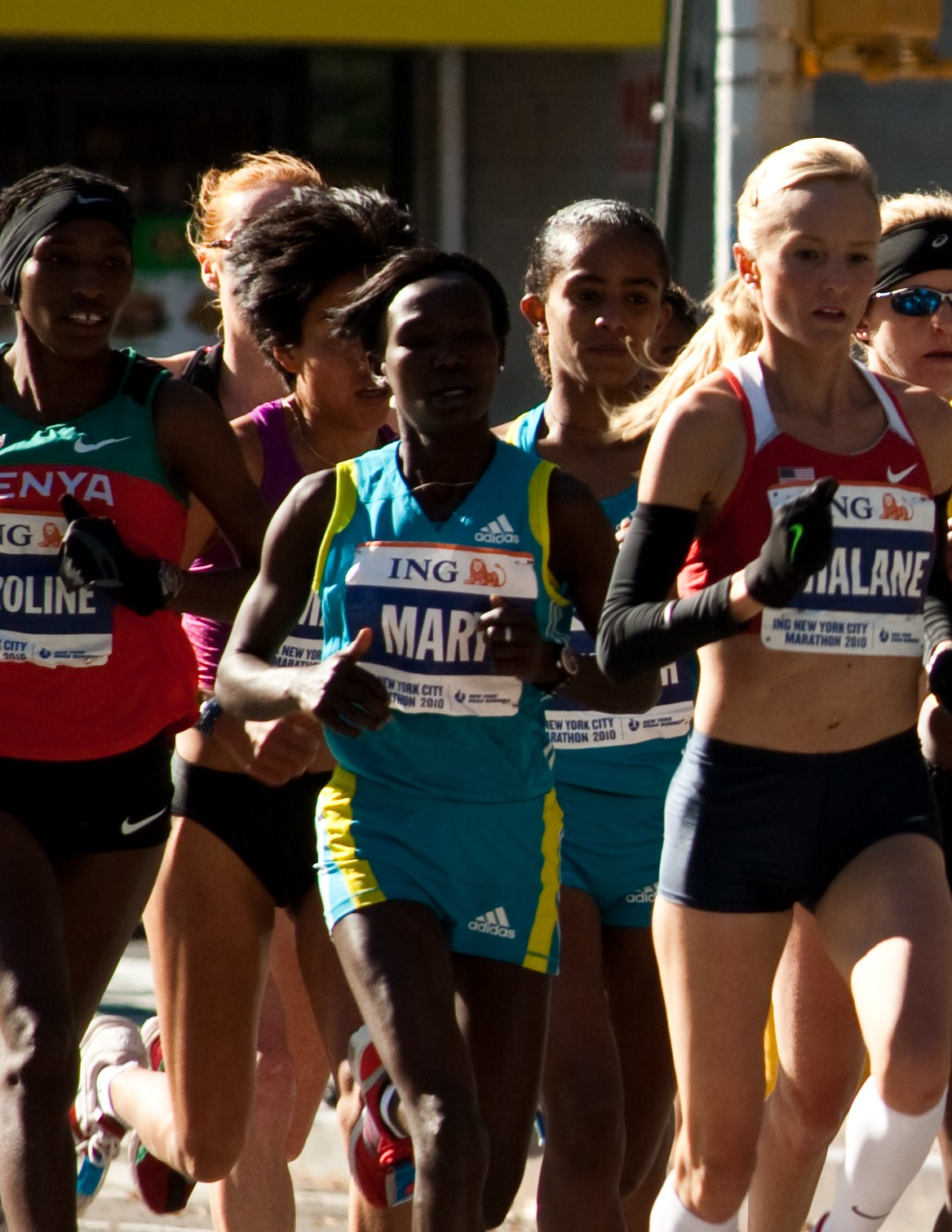
Mary Keitany in de kopgroep in 2011

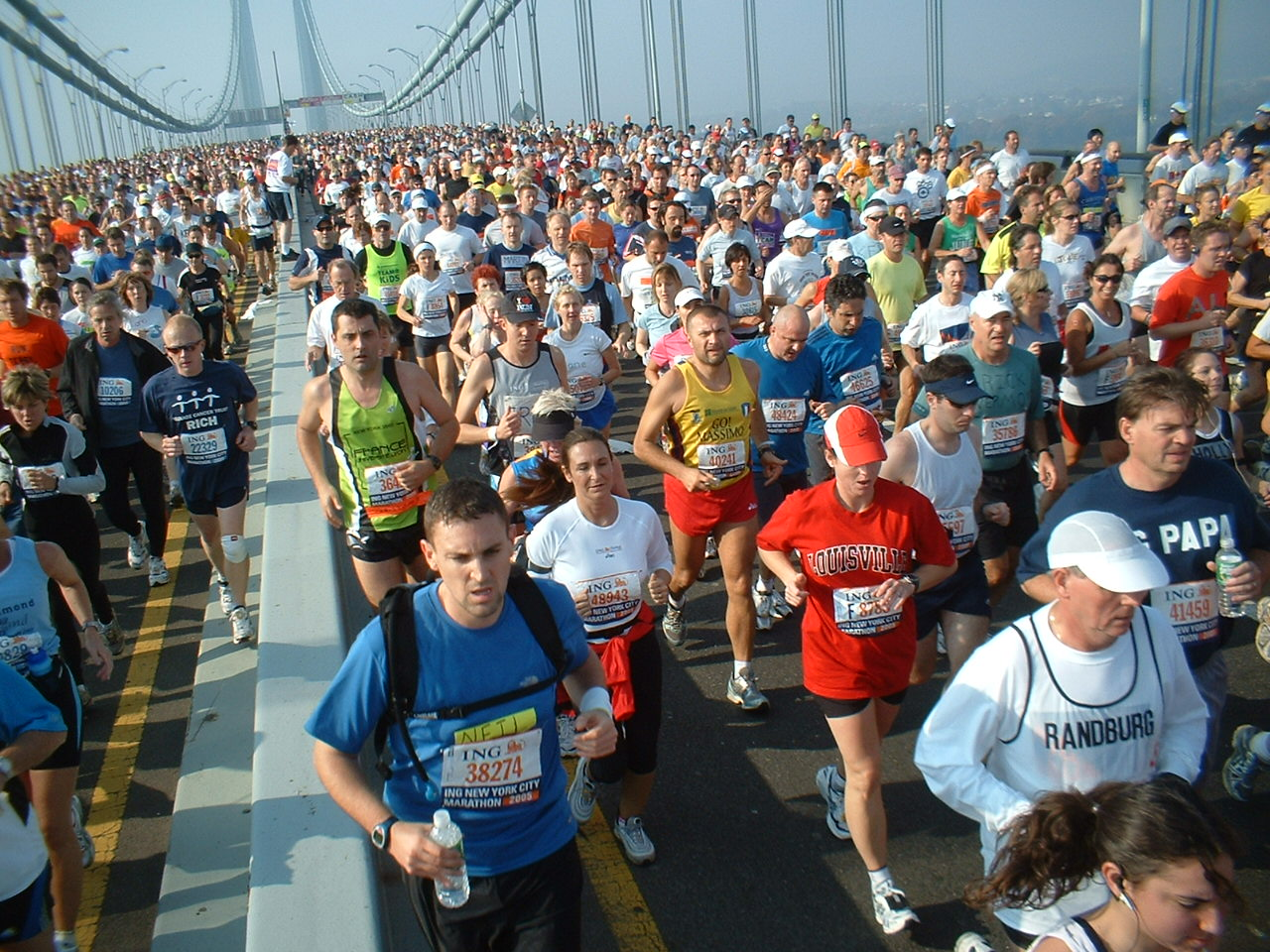
Lopers kort na de start op de Verrazano Narrows Bridge in 2005

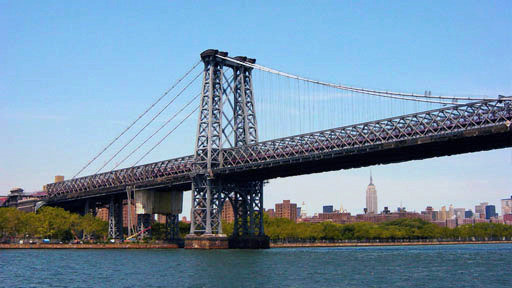
Williamsburg Bridge

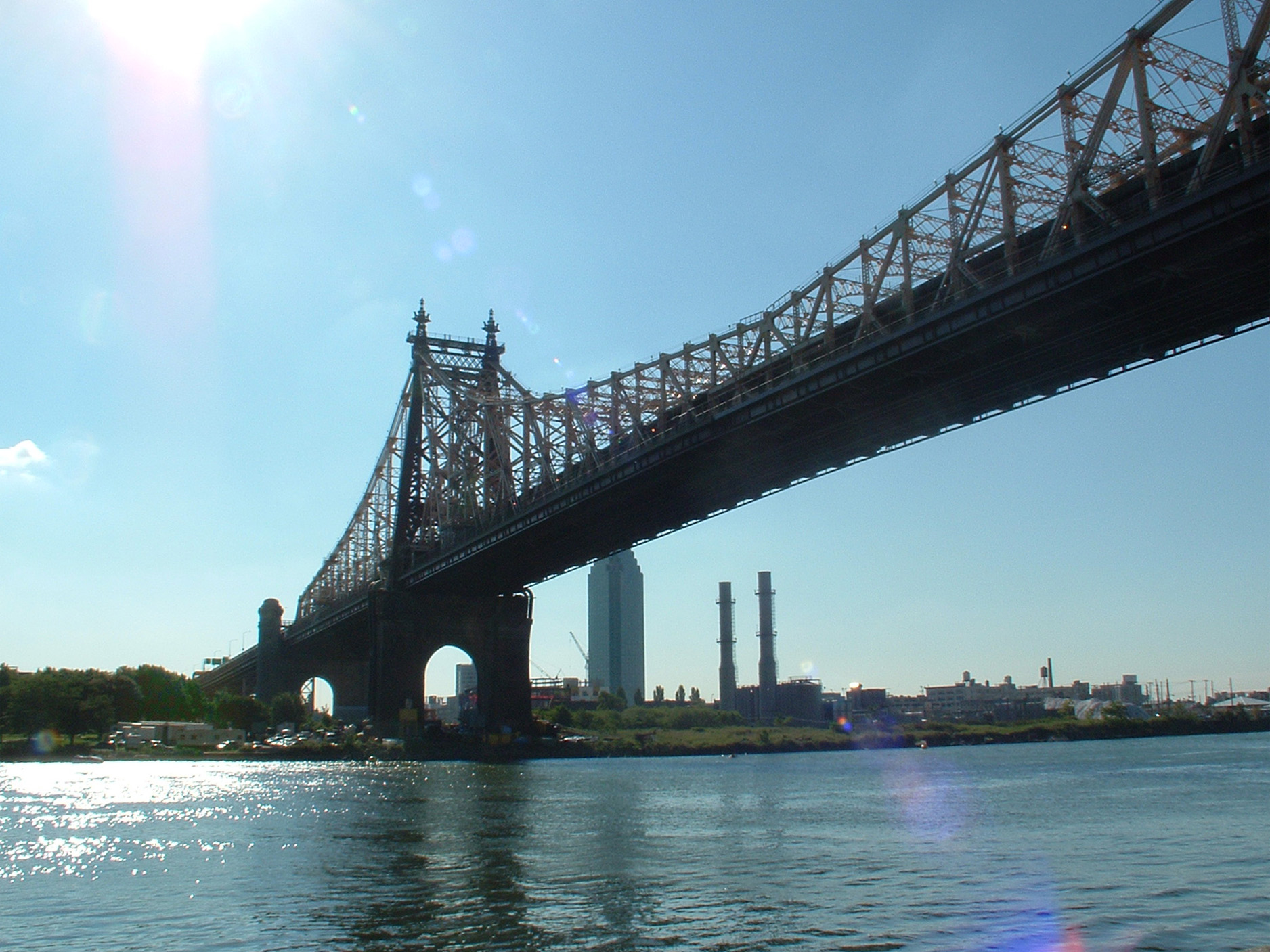
Queensboro Bridge

De New York City Marathon, ook wel de New York Marathon, of de TCS New York City Marathon, vernoemd naar de huidige sponsor, is een hardloopevenement in de Amerikaanse stad New York, dat samen met de Boston Marathon en de Chicago Marathon tot de grootste van de Verenigde Staten behoort. De laatste jaren vindt de wedstrijd plaats op de eerste zondag van november.
Bij de mannen won de Amerikaan Bill Rodgers de marathon vier keer op rij. Bij de vrouwen won Grete Waitz uit Noorwegen negen keer, met twee onderbrekingen doordat ze toen niet deelnam.
Voor de wedstrijd geldt een tijdslimiet van 8 uur en 30 minuten. Het percentage starters dat daadwerkelijk finisht ligt hoog (99% in 2018). De deelnemers moeten minimaal achttien jaar zijn op de dag van de wedstrijd. Vanwege de grote populariteit van de wedstrijd worden startnummers via een loting uitgedeeld. Hierbij krijgen lopers die in het verleden de wedstrijd al eens gelopen hebben prioriteit. Snelle lopers kunnen op grond van hun prestaties een startgarantie krijgen.
Er is ook een rolstoel- en handbike-wedstrijd.

## Geschiedenis
De marathon wordt sinds 1970 georganiseerd door de New York Road Runners. De eerste loop vond plaats op 13 september 1970 en hieraan namen 127 hardlopers deel. Hiervan bereikten 55 de finish. De wedstrijd werd gewonnen door Gary Muhrcke met een tijd van 2:31.38. Een jaar later nam er voor het eerst een aantal vrouwen deel aan de marathon.
In 1977 was de New York City Marathon met 4821 deelnemers de grootste ter wereld. In dat jaar wonnen Bill Rodgers en Miki Gorman voor de tweede maal in een tijd van respectievelijk 2:11.28 en 2:39.11.
In 1979 werd voor het eerst prijzengeld uitgekeerd, hoewel er wel startgelden werden uitgekeerd aan een aantal toplopers vanwege hun publiciteitswaarde. In datzelfde jaar werd Scott Black, een negenjarige jongen, de jongste loper die de marathon uitliep. Hij liep hem in 4 uur en 24 minuten. Het volgende jaar besloot de organisatie om een minimumleeftijd in te voeren van achttien jaar.
Het aantal deelnemers bleef in de loop der jaren groeien. Ook het aantal toeschouwers nam bij elke loop toe. In 1994 was het aantal deelnemers al gestegen tot 30.000.
In 2000 werd het evenement verrijkt met een rolstoeldivisie en een handbikedivisie. Sinds 2000 worden de elitevrouwen ongeveer een half uur eerder weggeschoten dan de elitemannen en de rest van het veld.
Sinds 2006 behoort de wedstrijd ook tot de World Marathon Majors. In 2010 finishten 44829 atleten, waarvan 16072 vrouwen en 28757 mannen.
Voor de in 1994 gestorven organisator Fred Lebow is een standbeeld opgericht in Central Park.
Als gevolg van de naweeën van de orkaan Sandy werd de Marathon van New York, die op 4 november 2012 zou plaatsvinden, (voor het eerst sinds 1970) afgelast. De hulpdiensten waren harder nodig bij het opruimen van de schade dan voor dit evenement.

## Parcours
Tussen 1970 en 1975 vond de wedstrijd plaats in het Central Park. In 1976 werd de wedstrijd verlegd naar de vijf stadsdelen (boroughs) van New York, namelijk: Staten Island, Brooklyn, Queens, The Bronx en Manhattan.
De wedstrijd begint op Staten Island en gaat dan de eerste mijl omhoog over de nabijgelegen Verrazano-Narrows Bridge. Deze eerste brug heeft een spanwijdte van 3 km en 12 rijbanen, waarvan zes bovendeks en zes benedendeks. In totaal telt het parcours vijf bruggen.
Na de brug loopt het parcours omlaag en elf mijl door het stadsdeel Brooklyn. Hierbij worden de buurten Bay Ridge, Sunset Park, Park Slope, Bedford-Stuyvesant, Williamsburg en Greenpoint aangedaan. Aangekomen op 4th Avenue lopen de deelnemers een lang recht stuk richting de herkenbare Williamsburgh Savings Bank Tower, Brooklyns hoogste wolkenkrabber.
Bij de '11 mile' vervolgt het parcours onder de Williamsburg Bridge door. Daarna gaat het richting Queens en halverwege de marathon wordt de Pulaski Bridge overgestoken. Na 2,5 mijl in Queens, steken de atleten de East River over en vervolgen de route richting de Queensboro Bridge. Deze brug verbindt Long Island City, Queens met Manhattan en komt daarbij over Roosevelt Island. Het beklimmen van deze brug wordt als moeilijkste onderdeel van deze marathon ervaren. Aan de overzijde op 1st Avenue in Manhattan worden de deelnemers opgewacht door een grote hoeveelheid toeschouwers.
Rond de '20 mile' passeren de hardlopers de Willis Avenue Bridge, de vierde brug in het parcours. Deze brug verbindt Manhattan met de Bronx. De Bronx wordt weer verlaten via de Madison Avenue Bridge, met rechts uitzicht op het Yankee Stadium, om vervolgens weer terug te keren naar Manhattan.
In Manhattan gaat het over 5th Avenue richting Central Park en gaan de lopers het park door om het vervolgens aan de zuidzijde te verlaten. Na een stukje buiten het park gelopen te hebben, keren ze weer terug naar het Central Park op weg naar de finish vlak bij 67th Street/Central Park West ter hoogte van het restaurant Tavern on the Green.
Hoewel de officiële stukken van de marathon spreken over mijlen, bevinden de tijdregistratiematten zich op elk vijf kilometerpunt. Alle atleten dragen een chip, die de tijd registreert bij het passeren van de matten. Hierdoor is het ook mogelijk, dat tijdens deze wedstrijd een wereldrecord op de 20 km of de 30 km wordt gemeten. Ook kan het systeem e-mailnotificaties versturen met de tussentijden.
In vergelijking met snellere parcoursen, zoals Berlijn, Rotterdam, Frankfurt of Keulen, wordt er door elitelopers op deze marathon twee minuten langzamer en door trimlopers vijf tot tien minuten langzamer gelopen. De belangrijkste oorzaak hiervoor is het feit dat er in deze wedstrijd niet met tempomakers wordt gelopen. Bovendien is het parcours relatief zwaar door de vele bochten, klimmetjes en het soms slechte wegdek.
De weersomstandigheden kunnen in het najaar in New York heel erg variëren. Het kan zomers warm zijn, maar ook winters koud met sneeuw. Omdat het in het verleden regelmatig erg warm was, met diverse ongevallen tot gevolg, werd besloten de wedstrijd te verplaatsen van oktober naar november. De koudste editie was in 1995 met een temperatuur net boven het vriespunt, maar door de harde wind en (natte) sneeuw lag de gevoelstemperatuur rond de -7 graden. 1984 was de warmste editie met een temperatuur van 26 graden. In combinatie met een hoge luchtvochtigheid leidde dit tot een sterfgeval en vele ziekenhuisopnamen.

## Statistiek

### Parcoursrecords
| Afstand          | Naam           | Land | Tijd    | Jaar |
| ---------------- | -------------- | ---- | ------- | ---- |
| Marathon mannen  | Tamiral Tola   | ETH  | 2:04.58 | 2023 |
| Marathon vrouwen | Margaret Okayo | KEN  | 2:22.31 | 2003 |

### Top 10 snelste
Met een gemiddelde tijd van 2:06.23,9 staat de New York City Marathon op plaats 18e van de snelste marathonsteden.
| Rang | Naam              | Land | Tijd    | Jaar | Plek |
| ---- | ----------------- | ---- | ------- | ---- | ---- |
| 1    | Tamirat Tola      | ETH  | 2:04.58 | 2023 | 1    |
| 2    | Geoffrey Mutai    | KEN  | 2:05.06 | 2011 | 1    |
| 3    | Lelisa Desisa     | ETH  | 2:05.59 | 2018 | 1    |
| 4    | Shura Kitata      | ETH  | 2:06.01 | 2018 | 2    |
| 5    | Geoffrey Kamworor | KEN  | 2:06.26 | 2018 | 3    |
| 6    | Emmanuel Mutai    | KEN  | 2:06.28 | 2011 | 2    |
| 7    | Albert Korir      | KEN  | 2:06.57 | 2023 | 2    |
| 8    | Shura Kitata      | ETH  | 2:07.11 | 2023 | 3    |
| 9    | Tsegay Kebede     | ETH  | 2:07.14 | 2011 | 3    |
| 10   | Abdi Nageeye      | NED  | 2:07.39 | 2024 | 1    |

(bijgewerkt t/m 2024)

### Winnaars
| Editie | Datum             | Atleet                      | Land | Tijd     | Atlete                 | Land         | Tijd         |
| ------ | ----------------- | --------------------------- | ---- | -------- | ---------------------- | ------------ | ------------ |
| 1      | 13 september 1970 | Gary Muhrcke                | USA  | 2:31.39  | Geen vrouwen           | Geen vrouwen | Geen vrouwen |
| 2      | 19 september 1971 | Norm Higgins                | USA  | 2:22.54  | Beth Bonner            | USA          | 2:55.22      |
| 3      | 1 oktober 1972    | Robert Sheldon Karlin       | USA  | 2:27.53  | Nina Kuscsik           | USA          | 3:08.41      |
| 4      | 30 september 1973 | Tom Fleming                 | USA  | 2:21.54  | Nina Kuscsik           | USA          | 2:57.07      |
| 5      | 29 september 1974 | Norbert Sander              | USA  | 2:26.30  | Kathrine Switzer       | USA          | 3:07.29      |
| 6      | 28 september 1975 | Tom Fleming                 | USA  | 2:19.27  | Kim Merritt            | USA          | 2:46.14      |
| 7      | 24 oktober 1976   | Bill Rodgers                | USA  | 2:10.09  | Miki Gorman            | USA          | 2:39.11      |
| 8      | 23 oktober 1977   | Bill Rodgers                | USA  | 2:11.20  | Miki Gorman            | USA          | 2:43.10      |
| 9      | 22 oktober 1978   | Bill Rodgers                | USA  | 2:12.11  | Grete Waitz            | NOR          | 2:32.29      |
| 10     | 21 oktober 1979   | Bill Rodgers                | USA  | 2:11.42  | Grete Waitz            | NOR          | 2:27.33      |
| 11     | 26 oktober 1980   | Alberto Salazar             | USA  | 2:09.41  | Grete Waitz            | NOR          | 2:25.41      |
| 12     | 25 oktober 1981   | Alberto Salazar             | USA  | 2:08.13  | Allison Roe            | NZL          | 2:25.29      |
| 13     | 24 oktober 1982   | Alberto Salazar             | USA  | 2:09.29  | Grete Waitz            | NOR          | 2:27.14      |
| 14     | 23 oktober 1983   | Rod Dixon                   | USA  | 2:08.59  | Grete Waitz            | NOR          | 2:27.00      |
| 15     | 28 oktober 1984   | Orlando Pizzolato           | ITA  | 2:14.53  | Grete Waitz            | NOR          | 2:29.30      |
| 16     | 27 oktober 1985   | Orlando Pizzolato           | ITA  | 2:11.34  | Grete Waitz            | NOR          | 2:28.34      |
| 17     | 2 november 1986   | Gianni Poli                 | ITA  | 2:11.06  | Grete Waitz            | NOR          | 2:28.06      |
| 18     | 1 november 1987   | Ibrahim Hussein             | USA  | 2:11.01  | Priscilla Welch        | GBR          | 2:30.17      |
| 19     | 6 november 1988   | Steve Jones                 | GBR  | 2:08.20  | Grete Waitz            | NOR          | 2:28.07      |
| 20     | 5 november 1989   | Juma Ikangaa                | TAN  | 2:08.01  | Ingrid Kristiansen     | NOR          | 2:25.30      |
| 21     | 4 november 1990   | Douglas Wakiihuri           | KEN  | 2:12.39  | Wanda Panfil           | MEX          | 2:30.45      |
| 22     | 3 november 1991   | Salvador Garcia             | MEX  | 2:09.28  | Liz McColgan           | GBR          | 2:27.32      |
| 23     | 1 november 1992   | Willie Mtolo                | RSA  | 2:09.29  | Lisa Ondieki           | AUS          | 2:24.40      |
| 24     | 14 november 1993  | Andres Espinosa             | MEX  | 2:10.04  | Uta Pippig             | GER          | 2:26.24      |
| 25     | 6 november 1994   | Germán Silva                | MEX  | 2:11.21  | Tegla Loroupe          | KEN          | 2:27.37      |
| 26     | 12 november 1995  | Germán Silva                | MEX  | 2:11.00  | Tegla Loroupe          | KEN          | 2:28.06      |
| 27     | 3 november 1996   | Giacomo Leone               | ITA  | 2:09.54  | Anuța Cătună           | ROU          | 2:28.18      |
| 28     | 2 november 1997   | John Kagwe                  | KEN  | 2:08.12  | Franziska Rochat-Moser | SUI          | 2:28.43      |
| 29     | 1 november 1998   | John Kagwe                  | KEN  | 2:08.45  | Franca Fiacconi        | ITA          | 2:25.17      |
| 30     | 7 november 1999   | Joseph Chebet               | KEN  | 2:09.14  | Adriana Fernandez      | MEX          | 2:25.06      |
| 31     | 5 november 2000   | Abdelkader El Mouaziz       | MAR  | 2:10.09  | Ljoedmila Petrova      | RUS          | 2:25.45      |
| 32     | 4 november 2001   | Tesfaye Jifar               | ETH  | 2:07.43  | Margaret Okayo         | KEN          | 2:24.21      |
| 33     | 3 november 2002   | Rodgers Rop                 | KEN  | 2:08.07  | Joyce Chepchumba       | KEN          | 2:25.56      |
| 34     | 2 november 2003   | Martin Lel                  | KEN  | 2:10.30  | Margaret Okayo         | KEN          | 2:22.31      |
| 35     | 7 november 2004   | Hendrick Ramaala            | RSA  | 2:09.28  | Paula Radcliffe        | GBR          | 2:23.10      |
| 36     | 6 november 2005   | Paul Tergat                 | KEN  | 2:09.30  | Jeļena Prokopčuka      | LTU          | 2:24.41      |
| 37     | 5 november 2006   | Marilson dos Santos         | BRA  | 2:09.58  | Jeļena Prokopčuka      | LTU          | 2:25.05      |
| 38     | 4 november 2007   | Martin Lel                  | KEN  | 2:09.04  | Paula Radcliffe        | GBR          | 2:23.09      |
| 39     | 2 november 2008   | Marilson dos Santos         | BRA  | 2:08.43  | Paula Radcliffe        | GBR          | 2:23.56      |
| 40     | 1 november 2009   | Meb Keflezighi              | USA  | 2:09.15  | Derartu Tulu           | ETH          | 2:28.52      |
| 41     | 7 november 2010   | Gebre-egziabher Gebremariam | ETH  | 2:08.14  | Edna Kiplagat          | KEN          | 2:28.20      |
| 42     | 6 november 2011   | Geoffrey Mutai              | KEN  | 2:05.06  | Firehiwot Dado         | ETH          | 2:23.15      |
| 43     | 3 november 2013   | Geoffrey Mutai              | KEN  | 2:08.24  | Priscah Jeptoo         | KEN          | 2:25.07      |
| 44     | 2 november 2014   | Wilson Kipsang              | KEN  | 2:10.59  | Mary Keitany           | KEN          | 2:25.07      |
| 45     | 1 november 2015   | Stanley Biwott              | KEN  | 2:10.34  | Mary Keitany           | KEN          | 2:24.25      |
| 46     | 6 november 2016   | Ghirmay Ghebreslassie       | ERI  | 2:07.51  | Mary Keitany           | KEN          | 2:24.26      |
| 47     | 5 november 2017   | Geoffrey Kipsang Kamworor   | KEN  | 2:10.53  | Shalane Flanagan       | USA          | 2:26.63      |
| 48     | 4 november 2018   | Lelisa Desisa               | ETH  | 2:05.59  | Mary Keitany           | KEN          | 2:22.48      |
| 49     | 3 november 2019   | Geoffrey Kipsang Kamworor   | KEN  | 2:08.13  | Joyciline Jepkosgei    | KEN          | 2:22.38      |
| 50     | 7 november 2021   | Albert Korir                | KEN  | 02:08.22 | Peres Jepchirchir      | KEN          | 02:22.39     |
| 51     | 6 november 2022   | Evans Chebet                | KEN  | 2:08.41  | Sharon Lokedi          | KEN          | 2:23.23      |
| 52     | 5 november 2023   | Tamirat Tola                | ETH  | 2:04.58  | Hellen Obiri           | KEN          | 2:27.23      |
| 53     | 3 november 2024   | Abdi Nageeye                | NED  | 2:07.39  | Sheila Chepkirui       | KEN          | 2:24.35      |

1970 ·
1971 ·
1972 ·
1973 ·
1974 ·
1975 ·
1976 ·
1977 ·
1978 ·
1979 ·
1980 ·
1981 ·
1982 ·
1983 ·
1984 ·
1985 ·
1986 ·
1987 ·
1988 ·
1989 ·
1990 ·
1991 ·
1992 ·
1993 ·
1994 ·
1995 ·
1996 ·
1997 ·
1998 ·
1999 ·
2000 ·
2001 ·
2002 ·
2003 ·
2004 ·
2005 ·
2006 ·
2007 ·
2008 ·
2009 ·
2010 ·
2011 ·
2012 · 
2013 ·
2014 ·
2015 ·
2016 ·
2017 ·
2018 ·
2019 ·
2020 · 
2021 ·
2022 ·
2023 ·
2024
Marathon van Berlijn ·
Boston Marathon ·
Chicago Marathon ·
Marathon van Londen ·
New York City Marathon ·
Tokyo Marathon